# Вест-Данді (Іллінойс)
Вест-Данді (англ. West Dundee) — селище (англ. village) в США, в окрузі Кейн штату Іллінойс. Населення — 7686 осіб (2020).

## Географія
Вест-Данді розташований за координатами 42°6′39″ пн. ш. 88°20′41″ зх. д. / 42.11083° пн. ш. 88.34472° зх. д. (42.110921, -88.344589).  За даними Бюро перепису населення США в 2010 році селище мало площу 9,88 км², з яких 9,62 км² — суходіл та 0,26 км² — водойми.

## Демографія
Згідно з переписом 2010 року, у селищі мешкала 7331 особа в 2785 домогосподарствах у складі 1968 родин. Густота населення становила 742 особи/км².  Було 2945 помешкань (298/км²).
Расовий склад населення:
| - 86,3 % — білих - 7,1 % — азіатів - 1,9 % — чорних або афроамериканців - 0,2 % — корінних американців - 2,2 % — осіб інших рас |

До двох чи більше рас належало 2,3 %. Частка іспаномовних становила 10,2 % від усіх жителів.
За віковим діапазоном населення розподілялося таким чином: 25,7 % — особи молодші 18 років, 65,0 % — особи у віці 18—64 років, 9,3 % — особи у віці 65 років та старші. Медіана віку мешканця становила 37,7 року. На 100 осіб жіночої статі у селищі припадало 99,3 чоловіків;  на 100 жінок у віці від 18 років та старших — 95,3 чоловіків також старших 18 років.
Середній дохід на одне домашнє господарство  становив 97 206 доларів США (медіана — 79 250), а середній дохід на одну сім'ю — 111 500 доларів (медіана — 96 125). Медіана доходів становила 60 527 доларів для чоловіків та 53 901 долар для жінок. За межею бідності перебувало 7,3 % осіб, у тому числі 10,2 % дітей у віці до 18 років та 5,0 % осіб у віці 65 років та старших.
Цивільне працевлаштоване населення становило 4174 особи. Основні галузі зайнятості: освіта, охорона здоров'я та соціальна допомога — 19,6 %, виробництво — 14,9 %, науковці, спеціалісти, менеджери — 12,3 %, фінанси, страхування та нерухомість — 11,7 %.